# Para zasad

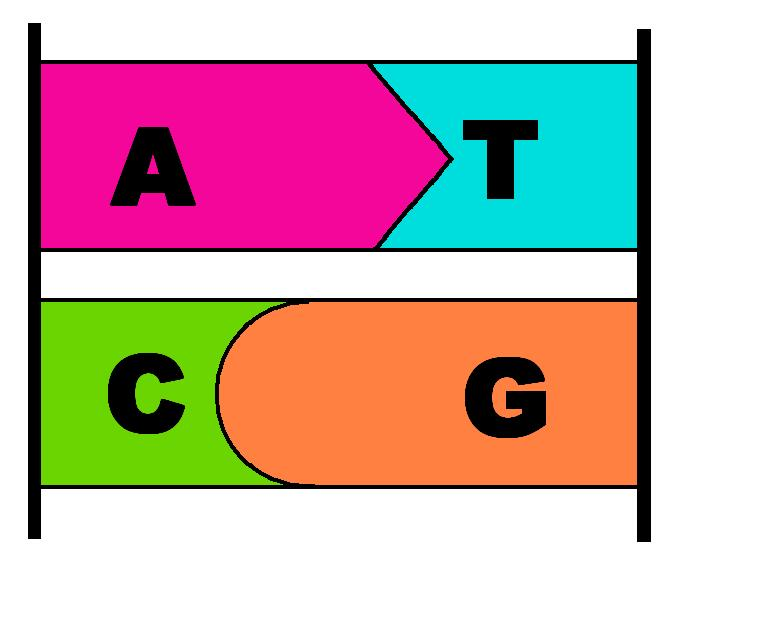
Komplementarność zasad w DNA

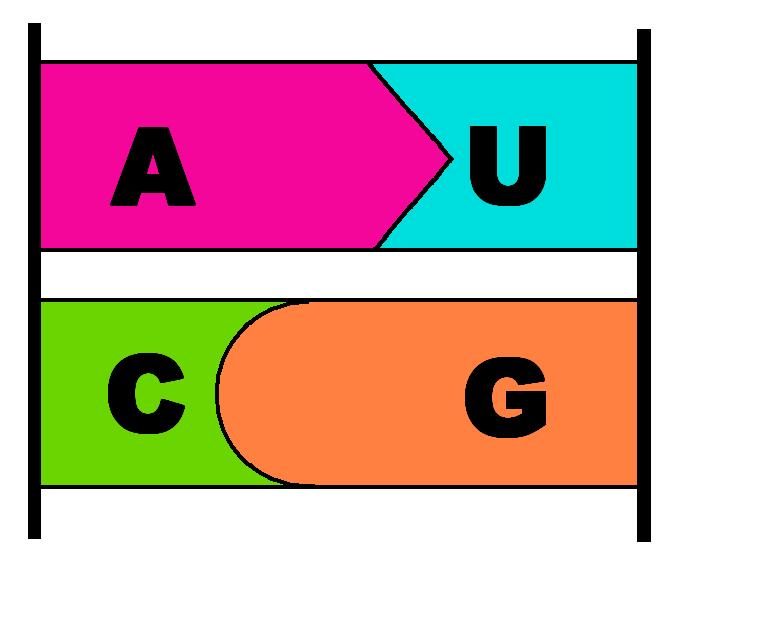
Komplementarność zasad w RNA

Wiązania wodorowe pary AT

Wiązania wodorowe pary GC

Para zasad (pz lub bp z (ang.) base pair) – w biologii molekularnej są to dwie komplementarne, połączone wiązaniami wodorowymi, zasady azotowe nukleotydów dwóch różnych nici kwasu nukleinowego. Para zasad jest jednostką długości cząsteczek DNA, czyli długość cząsteczek DNA wyrażana jest liczbą par zasad (patrz niżej).
W kwasie deoksyrybonukleinowym (DNA) komplementarne pary stanowi guanina (G) z cytozyną (C) oraz adenina (A) z tyminą (T). W kwasie rybonukleinowym (RNA) w miejscu tyminy występuje uracyl (U).
Komplementarność zasad w przykładowym łańcuchu DNA:
ATCGATGATC łańcuch 1
TAGCTACTAG łańcuch 2
Komplementarność zasad w analogicznym łańcuchu RNA (tymina zastąpiona uracylem):
AUCGAUGAUC łańcuch 1
UAGCUACUAG łańcuch 2
Liczba par zasad jest liczbą nukleotydów składających się na oba łańcuchy kwasu nukleinowego i używana jest do określania jednoznacznie ich długości. Oba przedstawiane powyżej fragmenty DNA i RNA mają długość 10 pz. Dla odróżnienia długość pojedynczych nici kwasów nukleinowych, np. długość łańcucha mRNA, określa się liczbą nukleotydów (nt), ponieważ zasady w nici pojedynczej nie są komplementarnie sparowane z zasadami w drugiej nici.
Symbol jednostki „pz” może być stosowany w połączeniu z przedrostkami zwielokrotniającymi, np.:
- kpz = kilo (tysiąc) pz,[1]
- Mpz = mega (milion) pz,
- Gpz = giga (miliard) pz.

Przykłady: Długość helisy DNA chromosomu X człowieka wynosi 152,6 Mpz, zaś chromosomu Y 51,0 Mpz. Długość całego ludzkiego genomu to około 3000 Mpz (3 Gpz).
Analogicznie jest z jednostką bp: kbp, Mbp, Gbp.